# 葵之上
葵之上（日语：／〔〕 Aoi no ue），是紫式部小說《源氏物語》的角色。光源氏的元配妻子、夕霧之母。葵之上的名字出典是以她為主角的「葵」這一帖，並非作者取的名字，而是後人為分辨所加。

## 出身
父親為桐壺帝一朝的左大臣、母親大宮是桐壺帝的妹妹、兄弟是頭中將。

## 生平
葵之上的年紀比源氏大四歲，原本預定是要做朱雀帝（當時還是皇太子）的東宮妃，但左大臣偏愛源氏，所以在源氏十二歲時舉辦加冠禮時，十六歲的葵之上便成為光源氏的添臥人選。然而對已經成熟的葵之上來說，源氏只是個孩子，況且葵之上本來應是東宮妃，因此兩人感情一開始就不佳。等源氏長大後，卻又屢屢和其他女子來往，雖然源氏曾經想要與妻子培養感情，但葵之上態度冷淡。直至結婚後的第十年，葵之上才有了身孕。
懷孕的葵之上精神不佳，於是家中的侍女們慫恿她一起去看賀茂祭，因光源氏被安排參加這場祭典，侍女想欣賞源氏的風采。葵之上決定一同出行，但由於出門太晚，當葵之上的牛車來到會場時，沒有地方可停下牛車來觀看祭典的遊行隊伍。旁邊停有兩台神祕的牛車，這兩台牛車的外觀雖然有些陳舊，但牛車御簾內垂下的布幔，上頭的刺繡花紋卻十分精緻細美，顯示出車內的人雖然身分高貴，卻刻意避人耳目的微行（後來被人認出車內的貴人之一正是光源氏情人之一—六條御息所）。
葵之上的隨從裡，有些年輕人喝了酒，又仗著葵之上身為光源氏之正室夫人的地位，態度強硬地趕著六條御息所的牛車離開，但六條御息所牛車旁隨侍的人員，也堅持車內的人是身分高貴的貴人，堅決不肯退讓，於是葵之上的隨從便前去大鬧，演變成兩派人馬的爭執。混亂之中，六條御息所的牛車被葵之上的隨從打得破爛不堪，支撐牛車的橫軛也被折斷。最後車位被葵之上一方搶走，六條御息所的牛車只好退到其他牛車之後，並暫時依靠在其他牛車的後頭才得以穩住車身。
此後待產的葵之上被盛傳是六條御息所生靈的惡靈纏身，且難以驅除。不久，葵之上生下一個男嬰（即後來的夕霧），源氏對她愛憐不已，她也有意趁這個機會與源氏培養感情。但當左大臣宅邸中的男性都上朝去，沒什麼人在家時，六條御息所的生靈突然襲擊葵之上，葵之上當場暴斃身亡。葵之上的遺體在八月二十餘日時火化，源氏為此相當難過。

## 登場
葵之上於以下卷中被直接提及。
- 第01帖 桐壺
- 第02帖 帚木
- 第04帖 夕顏
- 第05帖 若紫
- 第07帖 紅葉賀
- 第08帖 花宴
- 第09帖 葵
- 第10帖 賢木
- 第14帖 澪標（日语：澪標 (源氏物語)）
- 第18帖 松風（日语：松風 (源氏物語)）
- 第21帖 少女（日语：少女 (源氏物語)）
- 第29帖 行幸（日语：行幸 (源氏物語)）
- 第34帖 若菜上（日语：若菜 (源氏物語)）
- 第35帖 若菜下（日语：若菜 (源氏物語)）
- 第36帖 柏木（日语：柏木 (源氏物語)）
- 第40帖 御法（日语：御法）